# Curtiss XF-87 Blackhawk
Il Curtiss-Wright XF-87 Blackhawk, inizialmente indicato come XP-87, fu un caccia intercettore ognitempo a getto sviluppato dall'azienda aeronautica statunitense Curtiss-Wright nella seconda parte degli anni quaranta e rimasto allo stadio di prototipo.
Progettato per rispondere ad una specifica per la sostituzione l'intercettore/caccia notturno Northrop P-61 Black Widow ad elica, operativo durante la Seconda guerra mondiale, sottoposto a prove comparative gli venne preferito il concorrente Northrop F-89 Scorpion. L'XF-87 fu l'ultimo velivolo sviluppato dall'azienda che, a causa di quest'ultimo insuccesso commerciale fu costretta a chiudere la propria divisione aeronautica vendendo le attrezzature alla North American Aviation.

## Storia del progetto
Il Curtiss XP-87 nacque da una specifica emessa dall'USAAF nell'agosto 1945 e resa definitiva il 23 novembre come Penetration Fighter Military Characteristics il cui oggetto era un aereo da caccia multiruolo a grande autonomia in grado di svolgere missioni di scorta ai bombardieri ed azioni di attacco al suolo in profondità sul territorio nemico.
La Curtiss Wright partecipò al successivo concorso con un esemplare del prototipo di aereo da attacco/bombardiere leggero XA-43 modificato in caccia ognitempo e ridenominato XP-87. Il primo prototipo (s/n 46-522) fu ordinato il 21 novembre 1945 ed uscì di fabbrica nell'ottobre 1947. Fu collaudato a Muroc Field il 15 febbraio 1948.
Già al primo volo ci fu un problema al carrello unito a gravi problemi di buffeting ed una velocità massima inferiore a quella prevista, fattori che segnarono la sorte del programma.
Il secondo prototipo XF-87A fu abbandonato durante la costruzione ed il 18 ottobre 1948 l'intero programma fu cancellato.
Pur non avendo ricevuto un nome ufficiale l'XP-87 fu soprannominato "Nighthawk" o "Blackhawk".

## Tecnica
Il Curtiss XP-87 era un biposto con abitacolo a posti affiancati con ala dritta, propulso da quattro turboreattori Westinghouse J34-WE-7 da 1.360 kg/s alimentati a benzina, nel quale il 10% del peso totale era occupato da un'avionica molto sviluppata per l'epoca.

## Impiego operativo
L'XF-87 venne portato in volo per la prima volta il 1º marzo 1948. Benché la velocità massima raggiunta durante le prove fosse inferiore a quanto previsto, il modello riuscì a fornire prestazioni considerate accettabili, e la neo costituita (nel settembre 1947) United States Air Force (USAF) emise, poco più di un mese dopo, un ordine di fornitura per 57 F-87A (versione caccia) e 30 RF-87A (versione da ricognizione fotografica). Dato che le prestazioni dei prototipi erano condizionate dall'impianto motore, basato su quattro turbogetti Westinghouse XJ34-WE-7, per l'avvio dalla produzione in serie si doveva rendere necessaria la loro sostituzione con due turbogetti General Electric J47 decidendo inoltre in seguito uno dei due prototipi dell'XF-87 avrebbe dovuto essere convertito ai nuovi propulsori per una serie di prove.
A questo punto, l'USAF ritenne che il Northrop F-89 Scorpion fosse un modello più promettente. Il contratto per gli F-87 fu annullato il 10 ottobre 1948 ed entrambi i prototipi vennero demoliti.

## Varianti

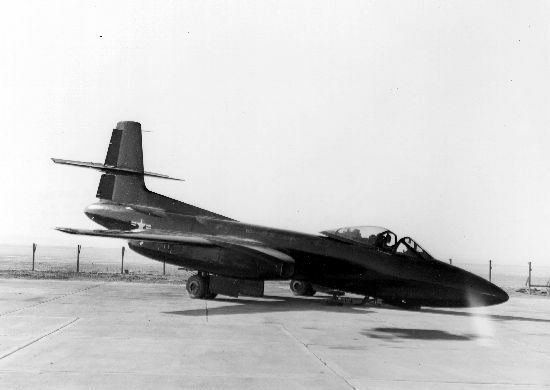
L'XP-87 fotografato dopo il collasso dell'elemento anteriore del carrello.

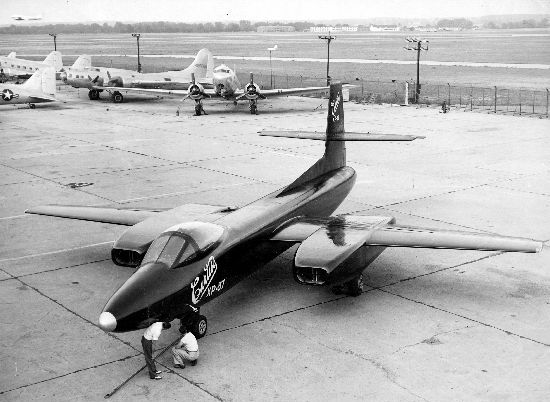
L'XP-87 sulla rampa con alcuni Douglas C-47 Skytrain e Boeing B-17 Flying Fortress in secondo piano.

XP-87
prototipo, primo volo 1º marzo 1948.
XF-87
redisegnazione dell'XP-87.
F-87A
versione caccia di produzione in serie (cancellato).
RF-87A
versione da ricognizione (cancellato).